# Mimanhammus mindanaonis
Mimanhammus mindanaonis är en skalbaggsart som beskrevs av Stefan von Breuning 1980. Mimanhammus mindanaonis ingår i släktet Mimanhammus och familjen långhorningar.
Artens utbredningsområde är Filippinerna. Inga underarter finns listade i Catalogue of Life.